# بوتني (دائرة انتخابية في المملكة المتحدة)
بوتني  (بالإنجليزية: Putney)‏ هي إحدى الدوائر الانتخابية في المملكة المتحدة الممثلة في مجلس العموم في برلمان المملكة المتحدة.
```
|mp     = Rt Hon. 
جستن جريننج

|party    = Conservative Party (UK)
|region   = England
|county   = 
لندن الكبرى

|european  = London
```

}}</ref>
```
|votes   = 2,067
|percentage = 4.8
|change   = +3.4
```

}}</ref>
عضو البرلمان الذي يمثلها حالياً هو :Justine Greening (Con).